# Christina Rees
Christina Rees, née le 21 février 1954 est une femme politique britannique membre du Parti travailliste (Co-op).
Elle est Membre du Parlement pour la circonscription de Neath de 2015 à 2024 et secrétaire d'État pour le pays de Galles du cabinet fantôme de Jeremy Corbyn de 2017 à 2020.

## Biographie

### Formation
Christina Rees est diplômée de l'université du Pays de Galles et de l'Ystrad Mynach College.

### Activités politiques
Elle est élue membre de la Chambre des communes du Royaume-Uni pour la circonscription de Neath à l'occasion des élections générales du 7 mai 2015. Elle prend ses fonctions le lendemain et siège sur les bancs du Parti travailliste. Elle est membre de la commission de la Justice et de la commission des affaires du pays de Galles.
Le 9 février 2017, elle est nommée secrétaire d'État pour le pays de Galles au sein du cabinet fantôme dirigé par Jeremy Corbyn et remplace Jo Stevens. Elle est candidate à sa succession lors des élections générales anticipées de juin 2017 et est réélue avec 12 631 voix de majorité.